# Millie Bobby Brown
Millie Bonnie Brown Bongiovi (født 19. februar 2004) er en engelsk skuespiller.
Hun blev født i Marbella, Spanien, som det tredje ud af fire børn af engelske forældre. De flyttede til Bournemouth, Dorset, da hun var omkring fire år gammel. Fire år senere flyttede de til Orlando. Da hun var omkring 12 blev hun verdens yngste UNICEF goodwill ambassadør.
Hun spiller rollen Madison Russell i filmen Godzilla: King of the Monsters og Godzilla vs. Kong. Hun spiller også med i Netflix-filmen Enola Holmes, hvor Millie spiller hovedrollen Enola Holmes. Hun spiller også Eleven i Netflix-serien Stranger Things.

## Privat
Siden 2021 har Brown været i et forhold med skuespilleren Jake Bongiovi. I april 2023 annoncerede Brown deres forlovelse. I maj 2024 giftede parret sig ved en privat ceremoni.